# Partnership in International Management
Partnership in International Management (PIM) är ett konsortium av ledande handelshögskolor från hela världen för studentutbyte mellan de ingående högskolorna.  

## Historia
PIM grundades 1973 av tre forskarhandelshögskolor, École des Hautes Études Commerciales (HEC), New York University (NYU), och London Business School (LBS), för att övervinna akademisk isolationism och logistiska hinder för studentutbyte. Genom kontinuerlig dialog och ett starkt engagemang för idén, skapade tre lärare - Ed Altman, Richard Zisswiller och Jim Ball det första internationella nätverket för studentutbyte mellan handelshögskolor.

## Organisation
PIM regleras av ett avtal som undertecknades av PIM-medlemmarna 1986 i Milano och reviderades 1994 i Rotterdam och 1999 i Melbourne. PIM:s styrkommitté består av tre valda ordförande med ansvar för strategisk planering.
Mer än 60 handelshögskolor är idag medlemmar i PIM. Medlemsinstitutionerna utväxlat flera än tusen studenter årligen. Medlemmar träffas årligen för att utbyta erfarenheter och diskutera PIM:s strategier för tillväxt och utveckling och diskutera frågor som påverkar internationell utbildning. 
Handelshögskolan i Stockholm har varit medlem i nätverket sedan 1980 och är den enda medlemmen i Sverige.